# 도비시마촌
도비시마촌(일본어: 飛島村)은 일본 아이치현 서부 아마군에 위치하고 이세만 최북부에 접하는 촌이다.
나고야항의 일각인 남부의 임해 지역에 철강 관련 사업소와 발전소, 수출과 관계된 창고 등이 밀집해 있다. 이 때문에 사업소에서 나오는 세수가 많아 재정력 지수가 높다.
주간 인구는 약 13,000명이다. 임해 공업지대로의 통근자가 많다. 거주 인구가 약 4,500명으로 적은 것은 수해를 받기 쉬운 장소이고 지역 대부분이 시가화 조정 구역이며 주택·아파트 건설이 곤란하기 때문 등의 이유도 있다. 나고야시와 인접해 사실상 촌이라고 할 수 없는 면도 있다.

## 지리
- 나고야시(미나토구)
- 야토미시
- 아마군 가니에정

## 역사
- 1889년 10월 1일 - 가이사이군 도비시마촌이 성립하였다.
- 1913년 4월 4일 - 가이사이군이 아마군이 되었다.
- 1971년 - 나고야항 서부 임해 지대의 서2구·4구를 편입하였다.

## 인구
| 연도 | 인구  | ±%     |
| ---- | ----- | ------ |
| 1940 | 3,831 | —      |
| 1950 | 4,316 | +12.7% |
| 1960 | 4,413 | +2.2%  |
| 1970 | 4,381 | −0.7%  |
| 1980 | 4,709 | +7.5%  |
| 1990 | 4,630 | −1.7%  |
| 2000 | 4,525 | −2.3%  |
| 2010 | 4,525 | +0.0%  |

## 교통

### 도로
- 이세 만안 자동차도
- 국도 23호선
- 국도 302호선